# Gira 2005

## Repertorio
1. Desconocida
2. Sigo intentado
3. Vivo por ella
4. Soldados del amor
5. Con solo una mirada
6. Lilí Marlén
7. Profundo valor
8. Sepárate
9. Quiero más de ti
10. Dime la verdad
11. No te quiero más
12. Tal vez
13. Y sin embargo te quiero
14. Los mejores años de nuestra vida
15. Soy yo
16. Desesperada
17. De mujer a mujer
18. Caradura

## Fechas
| Europa                   |                         |        |                                    |
| 13 de mayo de 2005       | Talavera de la Reina    | España | Plaza de la Comarca                |
| 15 de mayo de 2005       | San Isidro              | España | Parque de San Isidro               |
| 28 de mayo de 2005       | Arroyomolinos           | España | Plaza Mayor                        |
| 29 de mayo de 2005       | Alcantarilla            | España | Recinto de fiestas de Alcantarilla |
| 17 de junio de 2005      | Torrejón de Ardoz       | España | Plaza Mayor                        |
| 18 de junio de 2005      | La Muela                | España | Auditorio de La Muela              |
| 24 de junio de 2005      | Castellón               | España | Puerto Azahar                      |
| 25 de junio de 2005      | Estada                  | España | Recinto ferial                     |
| 1 de julio de 2005       | Hospitalet de Llobregat | España | Plaza Española                     |
| 3 de julio de 2005       | Usera                   | España | Recinto ferial                     |
| 16 de julio de 2005      | Vallecas                | España | Recinto ferial                     |
| 17 de julio de 2005      | Cox                     | España | Plaza de la Glorieta               |
| 1 de agosto de 2005      | Plasencia               | España | Plaza Mayor                        |
| 3 de agosto de 2005      | La Coruña               | España | Plaza María Pita                   |
| 6 de agosto de 2005      | Barbastro               | España | Recinto ferial                     |
| 11 de agosto de 2005     | Gijón                   | España | Campo de fútbol                    |
| 14 de agosto de 2005     | Fortuna                 | España | Colegio Público                    |
| 3 de septiembre de 2005  | Trujillo                | España | Recinto ferial                     |
| 7 de septiembre de 2005  | Mijas                   | España | Carpa municipal                    |
| 8 de septiembre de 2005  | Valdemoro               | España | Plaza de Ayuntamiento              |
| 10 de septiembre de 2005 | Chiloeches              | España | Campo de Futbol                    |
| 14 de septiembre de 2005 | San Agustín             | España | Recinto ferial                     |
| 24 de septiembre de 2005 | Villalbilla             | España | Plaza de Toros                     |
| 7 de octubre de 2005     | Macael                  | España | Carpa municipal                    |
| 11 de octubre de 2005    | Torrejón de Velasco     | España | Campo de Futbol                    |
| 12 de octubre de 2005    | Nerja                   | España | Caseta municipal                   |
| 14 de octubre de 2005    | Torrelodones            | España | Gran Casino                        |

- Datos: Q28501296